# 达累斯萨拉姆站
达累斯萨拉姆站是一座位于坦桑尼亚达累斯萨拉姆西部的火车站，也是坦赞铁路的起点站。

## 简介
达累斯萨拉姆站位于达累斯萨拉姆市西部，由中国中铁建工集团东非公司承建，外观和站台与中国国内火车站类似。车站的候车楼、拱形窗户等具有20世纪60-70年代的社会主义风格。
2011年设立“新华影廊”，展示了当年中国援助时的部分照片，时任中国驻坦桑尼亚大使刘昕生曾出席影廊的开幕典礼。
2008年北京奥运会圣火传递曾以本站作为坦桑尼亚境内的起点。
全国政协主席李瑞环和中共中央政治局委员郭金龙等政要访问坦桑尼亚时均曾视察本站。

## 运行现状
2016年，每周二、五开行一趟客运列车。其中周二开行的是普快列车，周五的则为特快列车。2021年央视记者探访本站发现在列车开行当日，达累斯萨拉姆站仍繁忙。

## 周边
- 纳尔逊·曼德拉大道

## 外部連結
- 远方的家一带一路（201）坦桑尼亚 探访达累斯萨拉姆火车站 （页面存档备份，存于）
- 关于达累斯萨拉姆站的图集 （页面存档备份，存于）